# Ogün Samast
Ogün Samast (* 28. Juni 1990 in Üsküdar, Istanbul) ist ein türkischer Rechtsextremist und Mörder des türkisch-armenischen Journalisten Hrant Dink. Der Rechtsextremist Samast ermordete Dink am 19. Januar 2007 vor dem Redaktionssitz von dessen Zeitung Agos in Istanbul und rief dabei „Ich habe den Ungläubigen erschossen“.
Er wurde von der Polizei 36 Stunden nach der Tat in der Stadt Samsun in einem Bus Richtung Trabzon festgenommen; im Trabzoner Düzköy wohnte er immer wieder bei seinen Eltern. Die türkische Polizei schoss zusammen mit Ogün Samast ein gemeinsames Erinnerungsfoto mit der türkischen Flagge. Der Polizist, der sich mit Samast auf dem Foto abbilden ließ, stieg 2012 zum Generaldirektor der Polizei in Malatya auf.
Ogün Samast erklärte, dass seine nationalistischen Gefühle das Motiv für seinen Gewaltakt gewesen seien.
Am 25. Juli 2011 wurde Ogün Samast von einem Jugendgericht in Istanbul wegen Mordes und illegalen Waffenbesitzes zu 22 Jahren und 10 Monaten Gefängnis verurteilt.
Er wurde am 15. November 2023 unter Auflagen freigelassen.